# Gymnoglossum fulvum
Gymnoglossum fulvum är en svampart som först beskrevs av Rodway och fick sitt nu gällande namn av Gordon Herriot Cunningham 1941. Gymnoglossum fulvum ingår i släktet Gymnoglossum,  och familjen Bolbitiaceae.  Arten har inte påträffats i Sverige. Inga underarter finns listade.